# Kňažia (Dolný Kubín)

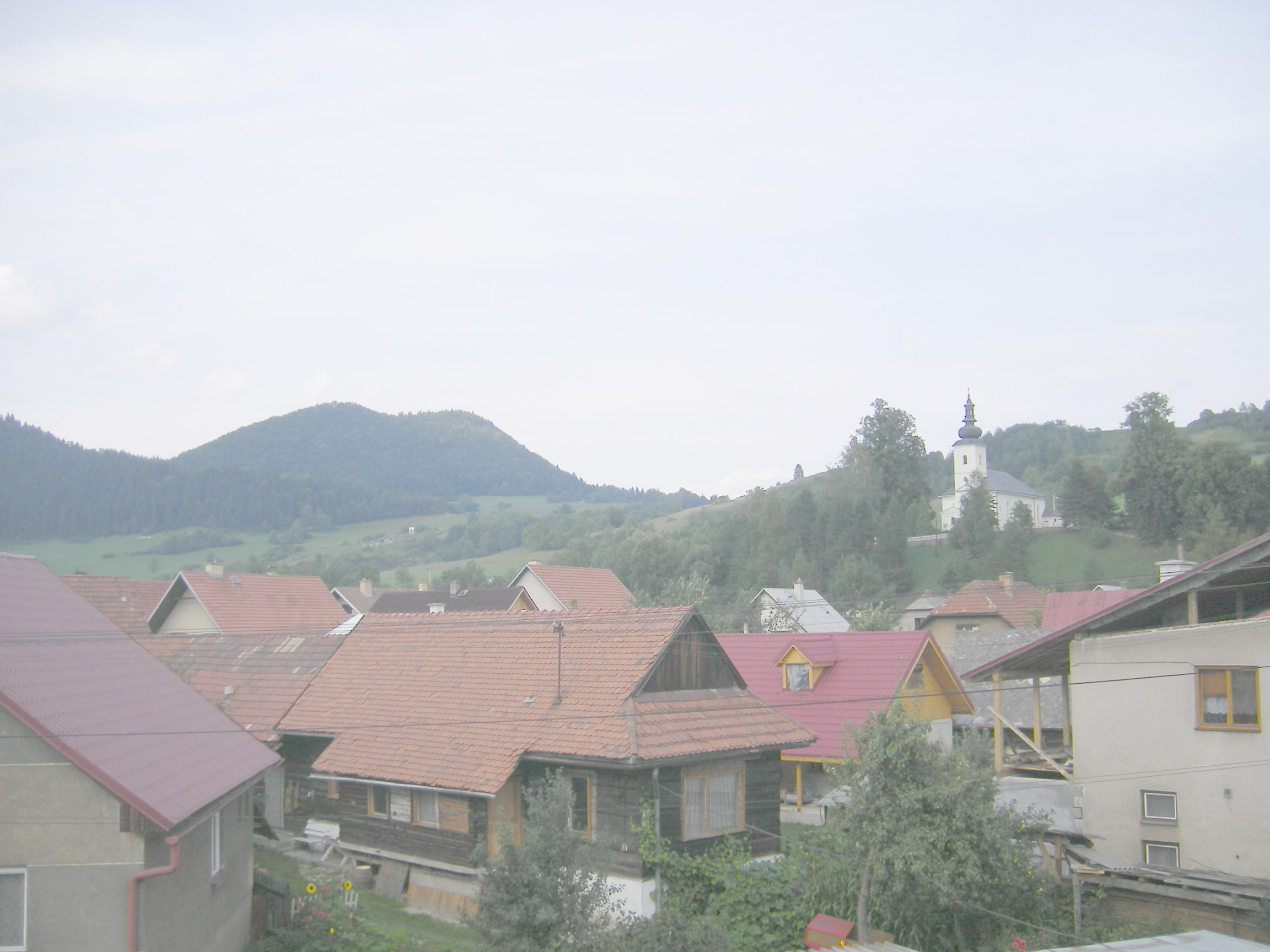
Kňažia

Kňažia je městská část Dolného Kubína. Nachází se v severovýchodní části města, západně od části Mokraď.

## Poloha
Katastrální území se nachází na pravém břehu řeky Orava, pod vrchem Žiar (606 m). Touto částí města prochází silnice E75.

## Dějiny
Jediné informace o obci, jakož i o kostele, pocházejí z farní kroniky s názvem "HISTORIE DOMUS" a z útržkovitých informací z různých archivních záznamů. Oficiální kronika nynější městské části byla zničena při požáru v 2. polovině 20. století.
Začátek obce se datuje již do 13. století. V roce 1345 se v písemných záznamech o obci objevuje s názvem Knesy. V roce 1420 tutéž obec evidují pod názvem Knese, kdy už patřila k poddanským obcím Oravského panství.
V privilegiu Matyáše Korvína z roku 1474 byla uvedena jako Knyesy.

## Kostel
V žádných archivních záznamech se však z tohoto období nenachází žádná zmínka o kostele. První záznam, který potvrzuje jeho existenci je z konce 18. století.
V 19. století se kňažanský kostel bere jako fakt, z toho vyplývá, že chrám musel existovat i v předchozím století.
Stavba to byla kamenná, v porovnání s dnešním, přibližně 2 x menším s malou sakristií a bez přístřešku nad hlavním a bočním vchodem.
Začátkem 20. století kostel prošel první velkou rekonstrukcí, šlo o celkové zvětšení sakrální stavby. K dokončení rekonstrukčních prací však došlo až po skončení 2. světové války v 50. letech 20. století. Průběh a záznamy o pracích jsou uvedeny ve farní kronice. Během opravných prací došlo k prodloužení hlavní lodi, rozšíření chóru a také k odstranění staré kazatelny.
Po těchto pracích kostel dostal svou nynější podobu. V dalších letech již k žádným zásadním zásahům do architektury kostela nedošlo. Proběhly už jen doplňkové změny a to stavba střešního přístřešku před hlavním vchodem (počátkem 21. století). Poslední úprava se týkala přístavby přístřešku nad vstupem z boční části kostela.